# Куркенйок
Куркенйок — река в Мурманской области России. Протекает по территории городского округа город Мончегорск с подведомственной территорией. Впадает в озеро Имандра.
Длина реки составляет 28 км. Площадь бассейна 183 км².
Берёт начало в озере Чингльсъявр на высоте 259,9 м над уровнем моря. Протекает по лесной, местами болотистой местности. Порожиста. Проходит через озёра Тулпъявр, Кензисъявр и Куркъявр. Впадает в губу Кислая озера Большая Имандра на высоте 127,5 м над уровнем моря.

## Данные водного реестра
По данным государственного водного реестра России относится к Баренцево-Беломорскому бассейновому округу, водохозяйственный участок реки — река Нива, включая озеро Имандра. Речной бассейн реки — бассейны рек Кольского полуострова и Карелии.
Код объекта в государственном водном реестре — 02020000312101000010164.